# Errina laterorifa
Errina laterorifa is een hydroïdpoliep uit de familie Stylasteridae. De poliep komt uit het geslacht Errina. Errina laterorifa werd in 1964 voor het eerst wetenschappelijk beschreven door Eguchi. 